# Tinidazol
El tinidazol, también reconocido por su nombre comercial Tindamax o Fasigyn (Pfizer®), es un medicamento derivado del nitroimidazol usado como agente antiparasitario, aprobado para infecciones por protozoos como el caso de la tricomoniasis, amebiasis y giardiasis. También se ha usado para tratar o prevenir una variedad de infecciones bacterianas, incluyendo el Helicobacter pylori. El tinidazol es ampliamente distribuido en Europa y países en desarrollo por su similitud con el metronidazol, un medicamento usado como primera línea de tratamiento para las amebiasis aunque con desagradables efectos secundarios. En el 2007 se incluyó entre una lista de medicamentos usados para tratar una variedad de patologías de la piel, en el caso del tinidazol presenta un curso más corto de tratamiento para la vaginosis bacteriana.

## Indicaciones
Por lo general se toma con alimentos como una dosis única de 2 gr o una vez al día 500 mg durante 3 a 5 días.

## Efectos adversos
Los efectos secundarios más frecuentemente observados incluyen: Pérdida del apetito, mareos, cansancio, vómitos y dolor de cabeza. Algunos efectos no deseados como la picazón repentina, dificultad para respirar y convulsiones, entre otras, pueden ser graves y deben ser consultados con un profesional de la salud especializado. Se ha reportado que el tomar licor durante el tratamiento con tinidazol potencia los efectos secundarios y pueden aparecer reacciones psicóticas. Para volver a tomar licor deberá esperar de 1 a 2 semanas desde la última vez que tomó el medicamento. En comparación con el mebendazol, los efectos adversos son similares aunque se reporta que su duración con el tinidazol es más corta. Las reacciones adversas son muy similares en pacientes adultos que en pacientes pediátricos. Es posible que el tinidazol potencie los efectos del litio.

## Contraindicaciones
El tinidazol está contraindicado en el primer trimestre del embarazo por razón de la aparición de una variedad de reacciones adversas perinatales y en personas con alergia al medicamento. Se debe consultar con un profesional de la salud especializado si se está lactando, pues con frecuencia, se sugiere la suspensión de la lactancia materna mientras se esté tomando el tinidazol.